# Фёдоровка (Раздольненский район)
Фёдоровка  (укр. Федорівка, крымскотат. Födorovka, Фёдоровка) — село в Раздольненском районе Республики Крым, входит в состав Ручьёвского сельского поселения (согласно административно-территориальному делению Украины — Ручьёвского сельского совета Автономной Республики Крым)

## Население
| 2001 | 2014 |
| ---- | ---- |
| 456  | ↘416 |

Всеукраинская перепись 2001 года показала следующее распределение по носителям языка
| Язык             | Процент |
| ---------------- | ------- |
| русский          | 62.5    |
| украинский       | 19.96   |
| крымскотатарский | 14.25   |

### Динамика численности
| - 1892 год — 50 чел. - 1900 год — 57 чел. - 1915 год — 82 чел. - 1926 год — 193 чел. | - 1989 год — 368 чел. - 2001 год — 456 чел. - 2009 год — 397 чел. - 2014 год — 416 чел. |

## Современное состояние
На 2016 год в Фёдоровке числится 3 улицы; на 2009 год, по данным сельсовета, село занимало площадь 66,5 гектара, на которой в 146 дворах проживало 397 человек. Фёдоровка связана автобусным сообщением с райцентром и соседними населёнными пунктами.

## География
Фёдоровка — село на северо-востоке района, в степном Крыму, у границы с Красноперекопским районом на правом берегу реки Самарчик, высота центра села над уровнем моря — 4 м. Ближайшие населённые пункты — Ручьи — практически на другом берегу реки (в 300 м западнее), Камышное в 1,5 км на север и Огородное в 1,3 км на юго-восток, выше по реке. Расстояние до райцентра около 18 километров (по шоссе), ближайшая железнодорожная станция — Красноперекопск (на линии Джанкой — Армянск) — примерно 28 километров. Транспортное сообщение осуществляется по региональной автодороге 35Н-429 Ручьи — Огородное — Коммунарное (по украинской классификации — С-0-11109).

## История
Впервые в доступных источниках поселение встречается в «Памятной книге Таврической губернии 1889 года» (по результатам Х ревизии 1887 года), согласно которой в деревне Фёдоровка Биюк-Асской волости Евпаторийского уезда числилось 9 дворов и 44 жителя. Согласно «…Памятной книжке Таврической губернии на 1892 год», в деревне Фёдоровка, входившей в Азгана-Карынский участок, было 50 жителей в 8 домохозяйствах.
Земская реформа 1890-х годов в Евпаторийском уезде прошла после 1892 года, в результате Фёдоровку приписали к Коджанбакской волости.
По «…Памятной книжке Таврической губернии на 1900 год» в деревне числилось 57 жителей в 7 дворах. По Статистическому справочнику Таврической губернии. Ч.II-я. Статистический очерк, выпуск пятый Евпаторийский уезд, 1915 год, в селе Фёдоровка Коджамбакской волости Евпаторийского уезда числилось 10 дворов (все дворы с землёй) с русским населением в количестве 82 человек приписных жителей, из которых 40 мужчин и 42 женщины. Жители владели 30 десятинами удобной земли. В хозяйствах имелось 28 лошадей, 10 волов, 12 коров и 16 голов мелкого скота.
После установления в Крыму Советской власти, по постановлению Крымревкома от 8 января 1921 года № 206 «Об изменении административных границ» была упразднена волостная система и в составе Евпаторийского уезда был образован Бакальский район, в который включили село, а в 1922 году уезды получили название округов. 11 октября 1923 года, согласно постановлению ВЦИК, в административное деление Крымской АССР были внесены изменения, в результате которых округа были отменены, Бакальский район упразднён и село вошло в состав Евпаторийского района. Согласно Списку населённых пунктов Крымской АССР по Всесоюзной переписи 17 декабря 1926 года, в селе Фёдоровка I, Атайского сельсовета Евпаторийского района, числилось 39 дворов, все крестьянские, население составляло 193 человека, из них 192 русских и 1 немец. Постановлением ВЦИК РСФСР от 30 октября 1930 года был создан Ишуньский район, уже как национальный (лишённый статуса национального постановлением Оргбюро ЦК КПСС от 20 февраля 1939 года) украинский и село включили в его состав, а после создания в 1935 году Ак-Шеихского района (переименованного в 1944 году в Раздольненский) Фёдоровку включили в его состав. С 25 июня 1946 года Фёдоровка в составе Крымской области РСФСР. 24 декабря 1952 года Атайский сельсовет преобразован в Ручьёвский, куда перешла Фёдоровка. 26 апреля 1954 года Крымская область была передана из состава РСФСР в состав УССР.
Указом Президиума Верховного Совета УССР «Об укрупнении сельских районов Крымской области», от 30 декабря 1962 года село присоединили к Красноперекопскому району. 1 января 1965 года, указом Президиума ВС УССР «О внесении изменений в административное районирование УССР — по Крымской области», вновь включили в состав Раздольненского. По данным переписи 1989 года в селе проживало 368 человек. С 12 февраля 1991 года село в восстановленной Крымской АССР, 26 февраля 1992 года переименованной в Автономную Республику Крым. С 21 марта 2014 года в составе Крыма аннексирована Россией.